# چیخوستوویتسه
چیخوستوویتسه (به لهستانی:  Ciechostowice) یک روستا در لهستان است که در گمینا شدووویتس واقع شده‌است. چیخوستوویتسه ۸۹۲ نفر جمعیت دارد.